# Sternula nereis

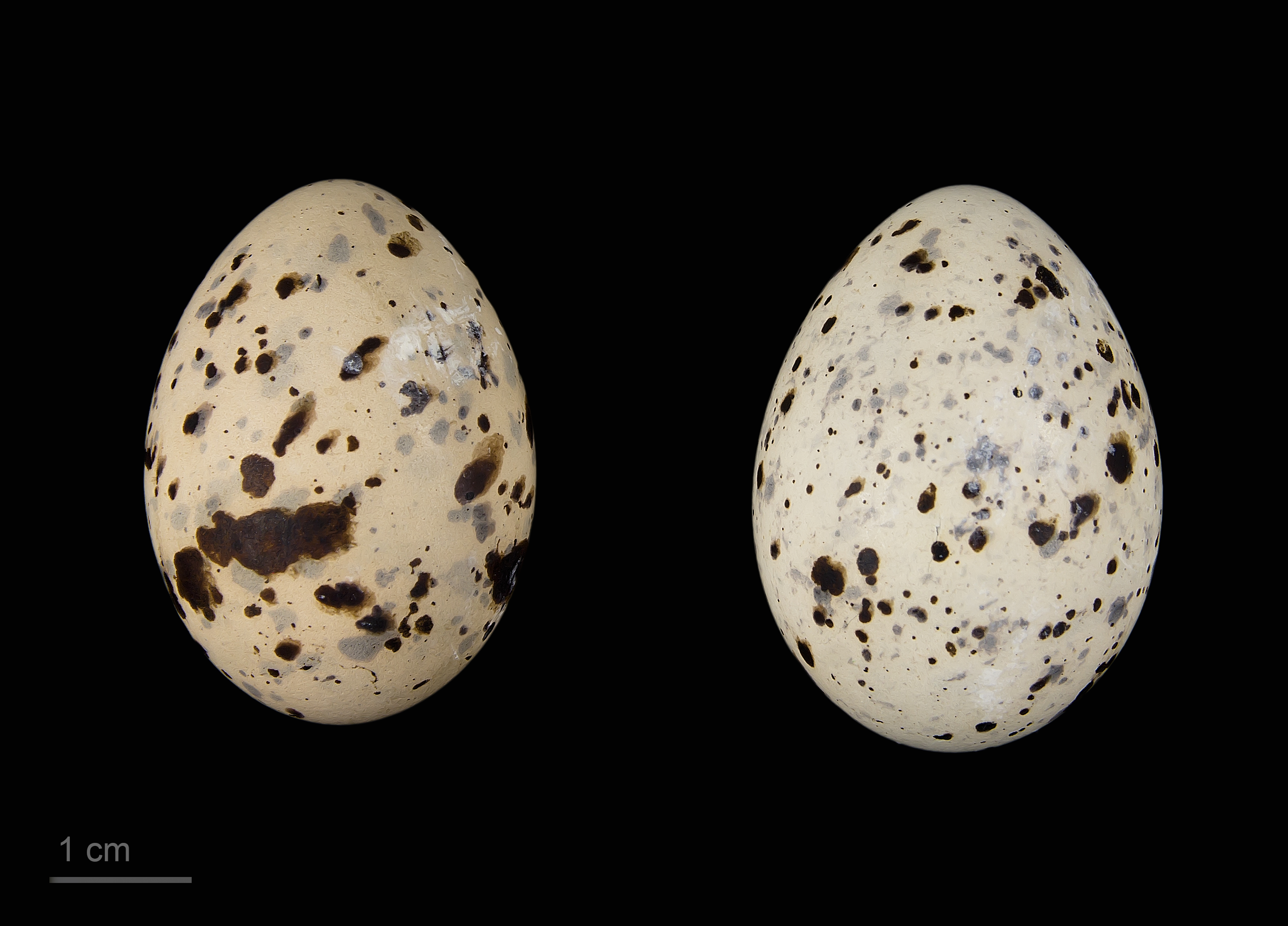
Sternula nereis

Sternula nereis là một loài chim trong họ Laridae.
Đây là loài bản địa tây nam Thái Bình Dương.  Nó được liệt kê là loài "dễ bị tổn thương" bởi IUCN và các phân loài của New Zealand là "loài cực kỳ nguy cấp".
Có ba phân loài:
- Phân loài Úc, Sternula nereis nereis (Gould, 1843) - giống ở Úc
- Phân loài New Caledonia, Sternula nereis exsul (Mathews, 1912) - giống ở New Caledonia
- Phân loài New Zealand, Sternula nereis davisae (Mathews & Iredale, 1913) - giống ở miền bắc New Zealand